# Ovactis
Genre
Ovactis est un genre de cnidaires anthozoaires de la famille des Arachnactidae.

## Liste des espèces
Selon World Register of Marine Species (9 janvier 2023) :
- Ovactis aequatorialis Van Beneden, 1897
- Ovactis bermudensis Van Beneden, 1897
- Ovactis brasiliensis Van Beneden, 1897
- Ovactis canariensis Gravier, 1920
- Ovactis wilsoni Van Beneden, 1897

## Systématique
Le nom valide complet (avec auteur) de ce taxon est Ovactis Van Beneden, 1897.